# Шелепницкая, Наталия Михайловна
Наталия Михайловна Шелепницкая (укр. Наталія Михайлівна Шелепницька; род. 2 февраля 1970, Добровляны, Тернопольская область) — украинская оперная певица (лирико-драматическое сопрано), народная артистка Украины (2015).

### Биография
Родилась на Тернопольщине в украинской семье. Училась в Черновицком музыкальном училище, где с 1985 года выступала в составе ансамбля бандуристов.
С 1990 года училась во Львовской консерватории им. Н. В. Лысенко, с 1996 — в Национальной музыкальной академии Украины имени П. И. Чайковского на кафедре сольного пения (класс Е. С. Мирошниченко). В период учёбы выступала с концертами на Украине, а также в Польше, Болгарии, Чехии, Словении, Румынии, Молдавии и Германии; работала солисткой ансамбля народной музыки «Синевир» при Киевском муниципальном духовом оркестре (1994—1996).
В 2002 году стажировалась в Миланской консерватории у маэстро Гусев, Анатолий Алексеевич . В 2006 году закончила ассистентуру-стажировку по кафедре сольного пения Национальной музыкальной академии им. П. И. Чайковского.
С 2002 года работала старшим преподавателем кафедры культурологии НАУ. В 2008 году Наталия перешла в НУБиПУ, где работает профессором кафедры культурологии.

### Семья
Замужем, сын Андрей.

## Творчество
В репертуаре Н. М. Шелепницкой — более тысячи произведений: оперные партии, арии украинских и зарубежных композиторов (М. Лысенко, П. Майбороды, С. Гулака-Артемовского, Дж. Верди, Дж. Россини, Дж. Пуччини, В. А. Моцарта, Баха, Л. Бетховена, Дж. Гершвина, И. Кальмана, И. Штрауса, Ф. Шуберта, И. Брамса, М. Глинки, П. Чайковского, С. Рахманинова и др.), а также украинские народные песни.
Одним из направлений творчества является нео-классик или классический кроссовер: произведения Эндрю Ллойда Уэббера, Франческо Сартори и других современных авторов.
Выступает в сопровождении ведущих коллективов Украины (Национальный оркестр народных инструментов, Национальный заслуженный академический симфонический оркестр, Государственный эстрадно-симфонический оркестр, Заслуженный академический ансамбль песни и танца Вооружённых Сил Украины) под управлением Виктора Гуцало, В. Ф. Сиренко, Н. В. Лысенко, Дмитрия Антонюка.
Гастролирует в Европе и США. Участвовала в Международном фестивале молодых оперных певцов (Венеция), проекте «Звёзды в опере» (канал 1+1, с 9 января 2012).

### Дискография
- 2007 альбом «Я так тебя люблю» (украинская классика, народная музыка)[2][3]
- 2012 альбом «Memory» (мировая классика, произведения в стиле NeoClassic)[2]
- 2010 клип на мировой хит Эндрю Ллойда Вебера «Memory» (итальянская версия «Piano», украинская версия «Память»)[2][4]

### Роли в кино
- 2011 «Семейные мелодрамы» (первый сезон сериала, который выходил под названием «Семейные драмы») Двухсерийная история под названием «Альфонс». Роль — Жанна Конотоп.[8][9]

## Социальная деятельность
Даёт благотворительные концерты (например, «Любовь без границ» 11.6.2008 в пользу специализированной школы-интерната для детей с нарушениями развития в селе Бабанка Черкасской области), организует и поддерживает социальные проекты, направленные на развитие культуры, искусства, здорового образа жизни, решение социальных проблем.
Как Посол Мира участвует в проектах, которые способствуют установлению мира на Украине и в других странах.
Выступает в СМИ с советами по музыкальному воспитанию детей, здоровому образу жизни.

## Награды
- Международная премия «Дружба» (1996)[3] — за весомый вклад в развитие украинской и мировой культуры
- Заслуженная артистка Украины (2005)[2][3]
- Благодарность мэра Киева Александра Омельченко (2005) — за весомый личный вклад в развитие и популяризацию классического и современного искусства, высокий профессионализм[2][3]
- Почётное звание «Посол Мира» Международной Федерации мира (2010)[2] — за весомый вклад в развитие и установление мира во всем мире
- Кавалер ордена Святой Марии (2011) — за человечность и милосердие
- «Женщина года» (2013)
- «Украинская Мадонна» (2013)
- Народная артистка Украины (2015)[1]
- Титулы Mrs Europe и Mrs United Nations Earth на международном Конкурсе Красоты Объединённых Наций (United Nations Pageants) (2016)
- Отличие Президента Украины «За гуманитарное участие в антитеррористической операции» (2018)